# Миломир Милянич
Миломир Милянич-Милян (на сръбски: Миломир Миљанић-Миљан) е черногорски и сръбски гуслар, народен и поп певец, сръбски националист от Черна гора.

## Биография
Роден е в град Никшич през 1963 година. Днес живее в Белград.
Започва да свири на гусла в най-ранна възраст, главно епични и любовни песни. Издава първия си албум на 16 години.

## Семейство
Женен е и има 3 деца.